# Riu Osun
El riu Osun (ioruba Oṣun, algunes vegades escrit com Oshun) és un curs d'aigua que flueix cap al sud a través del centre de Iorubalàndia al sud-oest de Nigèria fins a la llacuna de Lagos i el golf de Guinea a l'oceà Atlàntic. És un dels diversos rius lligats a la mitologia local que dona el seu origen en dones que es van convertir en aigua fluents després que foren espantades per algun esdeveniment traumàtic o que les va enutjar.
Oṣun era reputada com una de les mullers de Ṣango, el deu del tro dels ioruba. L'adoració tradicional anual a la capella Ọṣun prop del riu Ọṣun a Osogbo ha esdevingut una atracció turística important, dirigint allí persones de diverses parts de Nigèria i de països llunyans per veure el festival anual a l'agost.
Osun és una de les deesses del riu en terra ioruba, que és famosa per proporcionar les necessitats de les persones. La deessa del riu ha estat capaç de donar criatures a parelles estèrils i canviar les vides de molts altres persones. I també hi ha hagut moltes històries fictícies sobre la deessa oshun, per exemple, Shegun Coker i el temple maleït, de Kolawole Michael, 2008.